# Sudan na Letnich Igrzyskach Olimpijskich Młodzieży 2010
Sudan na Letnich Igrzyskach Olimpijskich Młodzieży 2010 w Singapurze reprezentowało 8 sportowców w 2 dyscyplinach.

## Skład kadry

### Lekkoatletyka
Chłopcy:
- Sadam Elnour - bieg na 400 m - 4 miejsce w finale
- Elnazer Abdelrahman - bieg na 1000 m - 9 miejsce w finale
- Abdelmunaim Adam - bieg na 3000 m - 12 miejsce w finale
- Ali Mohamed - bieg na 400 m przez płotki - 10 miejsce w finale
- Yousif Daifalla - bieg na 2000 m z przeszkodami - 5 miejsce w finale

Dziewczęta:
- Tasabih Elsayed - bieg na 400 m przez płotki - 9 miejsce w finale

### Wioślarstwo
- Muram Ali
- Musab Badawi